# Domingo Polou
Domingo Polou (ur. 6 lipca 1679 w Gandía, zm. 4 maja 1756) – duchowny rzymskokatolicki, w latach 1727-1756 arcybiskup Reggio Calabria.

## Życiorys
Pochodził z Hiszpanii. Święcenia kapłańskie przyjął 13 czerwca 1721. 22 lutego 1727 został wybrany na arcybiskupa Reggio Calabria, wybór potwierdziła Stolica Apostolska 25 czerwca, sakrę biskupią otrzymał pięć dni później. Zmarł 4 maja 1756.